# ターロガトー

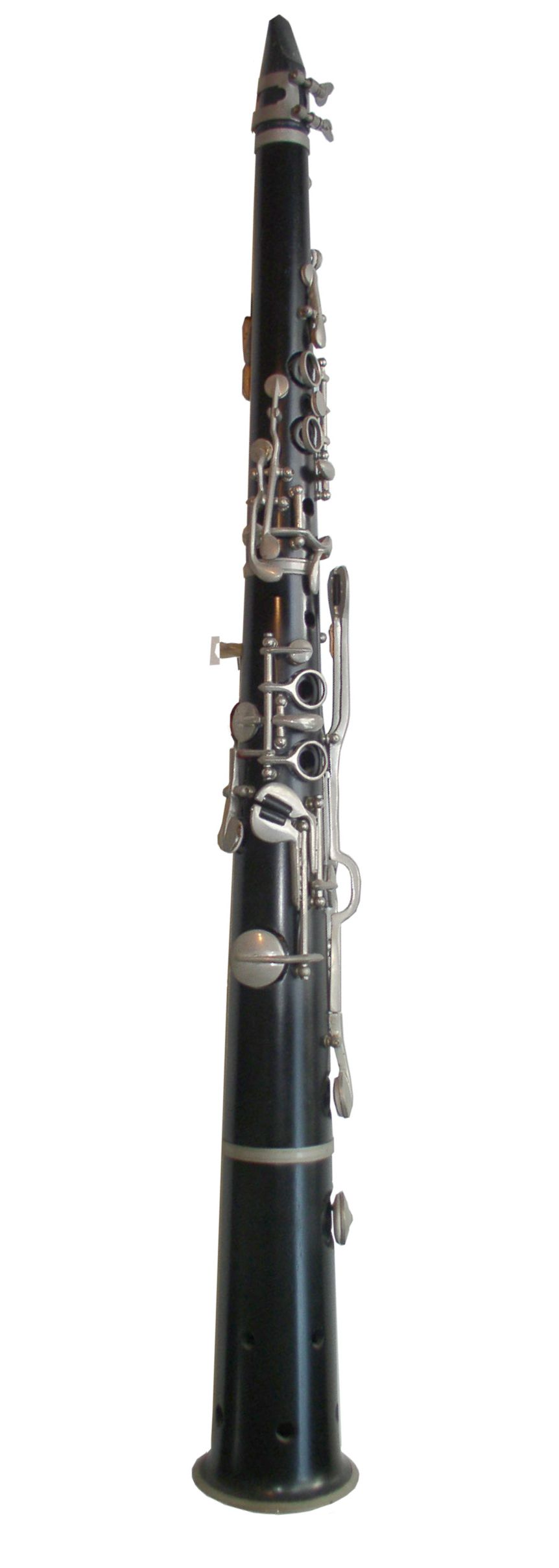
ターロガトー

ターロガトー（ハンガリー語: tárogató）はハンガリーの大衆音楽で使われる木管楽器。現在のターロガトーは19世紀後半にシュンダ (József Schunda) によって設計されたシングルリードの楽器で、外見はクラリネットに似るがサクソフォーンと同様の円錐管の管体を持ち、音色は大きく異なる。ルーマニアでも使用され、ルーマニア語ではタラゴット（taragot）またはトロゴアタ（torogoată）と呼ばれる。

## 概要
ターロガトーはクラリネットと似た歌口を持つ木製の楽器だが、管体がクラリネットと異なって円錐管であるため、整数倍音が出る:45。木製ではあるがソプラノサクソフォンによく似た形をしており、柔らかい音が出る。
指使いはアルバート式に近い。ベルの近くに複数の空気穴があけられている。
音の高さはいくつかの種類があるが、B♭のソプラノ・ターロガトーがもっともよく使われる。ターロガトーのバンドではテノール・ターロガトーなどの低音楽器も用いられる。

## 歴史
歴史的に「ターロガトー」と呼ばれる楽器には19世紀以前のものと19世紀末に発明されたものの2種類がある:361。
本来のターロガトーは中東に起源を持つダブルリードの楽器で:361、16世紀にオスマン帝国がヨーロッパに侵入したときに中央ヨーロッパ諸国に伝えられたショームの一種だった。「ターロガトー」という名前はマジャル語で「トルコの笛」を意味するtöröksípに由来する:1。主に軍楽に使われたが、葬儀や結婚式においてもラッパや太鼓とともに野外で用いられた。18世紀はじめのラーコーツィの独立戦争において好んで使われ、そのために反乱の鎮圧後は使用を禁じられた:2。
19世紀前半にもターロガトーは使われていたが、伝統的なターロガトーは野外用の楽器であるためにコンサートホールで使用するには音が大きすぎるという欠点があった:362。19世紀なかばのハンガリー革命の失敗後、ターロガトーがふたたび注目をあびるようになり、このときに楽器の改良が試みられるようになった:362-365。
19世紀末、ブダペストの楽器製作者であったシュンダ・ヴェンツェル・ヨージェフ (József Schunda) は、新しいシングルリードのターロガトーを開発し、1897年9月17日に特許を申請した:365-366。ところがその2日前の9月15日に別の楽器製作者であるシュトーヴァッサー (hu:Stowasser János) もまたよく似た楽器を特許申請していた:365。間もなく他のメーカーもこの楽器を作るようになり、新しいターロガトーが普及した:368。シュトーヴァッサー社の楽器が現在ももっとも高い評価を得ている。
1902年3月にブダペストで上演されたワーグナー『トリスタンとイゾルデ』では、「木製トランペット」（Holztrompete、通常はコーラングレを使用する）のかわりにターロガトーが使用された:369-370。当時はグスタフ・マーラーやハンス・リヒターらの指揮者もこの楽器に興味を示したが、現在ではクラシック音楽の演奏にターロガトーが使われることはない:370。
1920年代にターロガトーはルーマニアのバナト地方にもたらされ、タラゴットの名前で普及した:8。
第二次世界大戦後、共産主義政権下のハンガリーではターロガトーの製造を止め、演奏も抑圧されたが、ルーマニアとセルビア（当時はユーゴスラビアの一部）では製造が続けられた:8。東欧から共産主義政権が一掃された後、21世紀初頭になってハンガリーでのターロガトー製造が復活した:9。カナダのスティーブン・フォックスも現在までターロガートを製造している。